# Ludwik Tołłoczko
Ludwik Tołłoczko (ur. 20 października 1870 w majątku Rakowica w powiecie brzeskim guberni grodzieńskiej, zm. 9 maja 1957 w Łodzi) – polski inżynier elektryk, minister, założyciel Unii Narodowo-Państwowej w 1922 roku.

## Życiorys
Urodził się w rodzinie ziemiańskiej. W 1888 ukończył gimnazjum w Białej Podlaskiej, zaś w 1891 Szkołę Techniczną Inżynierów i Telegrafów w Petersburgu. W 1892 odbył służbę wojskową w armii rosyjskiej, uzyskując stopień chorążego. W 1895 został inżynierem elektrykiem, a w 1897 odbył dodatkowe studia w Berlinie. W 1895 uzyskał tytuł inżyniera elektryka, a w 1897 odbył dodatkowe studia w Berlinie. W latach 1891–1897 pracował w działach technicznych Dyrekcji Poczt i Telegrafów w Charkowie i Połtawie, w latach 1899–1905 kierował stacją doświadczalną i prowadził wykłady z zakresu kolei elektrycznych w Instytucie Elektrotechnicznym w Petersburgu. W 1901 objął stanowisko naczelnego inżyniera przebudowy sieci telefonów w Petersburgu. Był również jednym z projektantów i założycieli tramwajów elektrycznych w Petersburgu. W 1912 został członkiem Rady Technicznej przy Ministerstwie Poczt i Telegrafów Imperium Rosyjskiego. Po rewolucji lutowej i obaleniu caratu wybrany na  prezesa Polskiego Komitetu Demokratycznego. Z Rosji Sowieckiej do Polski przedostał się w listopadzie 1919. 
Od 13 grudnia 1919 do 24 lipca 1920 był ministrem poczt i telegrafów w rządach Leopolda Skulskiego i Władysława Grabskiego. W latach późniejszych zasiadał w radach nadzorczych różnych przedsiębiorstw, m.in. Banku dla Elektryfikacji Polski i Pocztowej Kasie Oszczędności. W latach 1923–1926 był członkiem i przewodniczącym Państwowej Rady Elektrycznej, w latach 1926–1939 przewodniczył Polskiemu Komitetowi Elektrycznemu przy Ministerstwie Przemysłu i Handlu. Od 1925 był dyrektorem Łódzkiego Towarzystwa Elektrycznego S.A., a od 1935 r. również dyrektorem przedsiębiorstwa Elektrownia Zgierska Spółka Akcyjna. Radca Izby Przemysłowo-Handlowej w Łodzi.
W czasie okupacji niemieckiej 19 lutego 1943 został aresztowany przez Gestapo. Do 29 kwietnia 1943 więziony wraz z rodziną na Pawiaku. Następnie został wywieziony do obozu koncentracyjnego Auschwitz, gdzie przebywał do końca okupacji niemieckiej. Został uwolniony 6 lutego 1945.

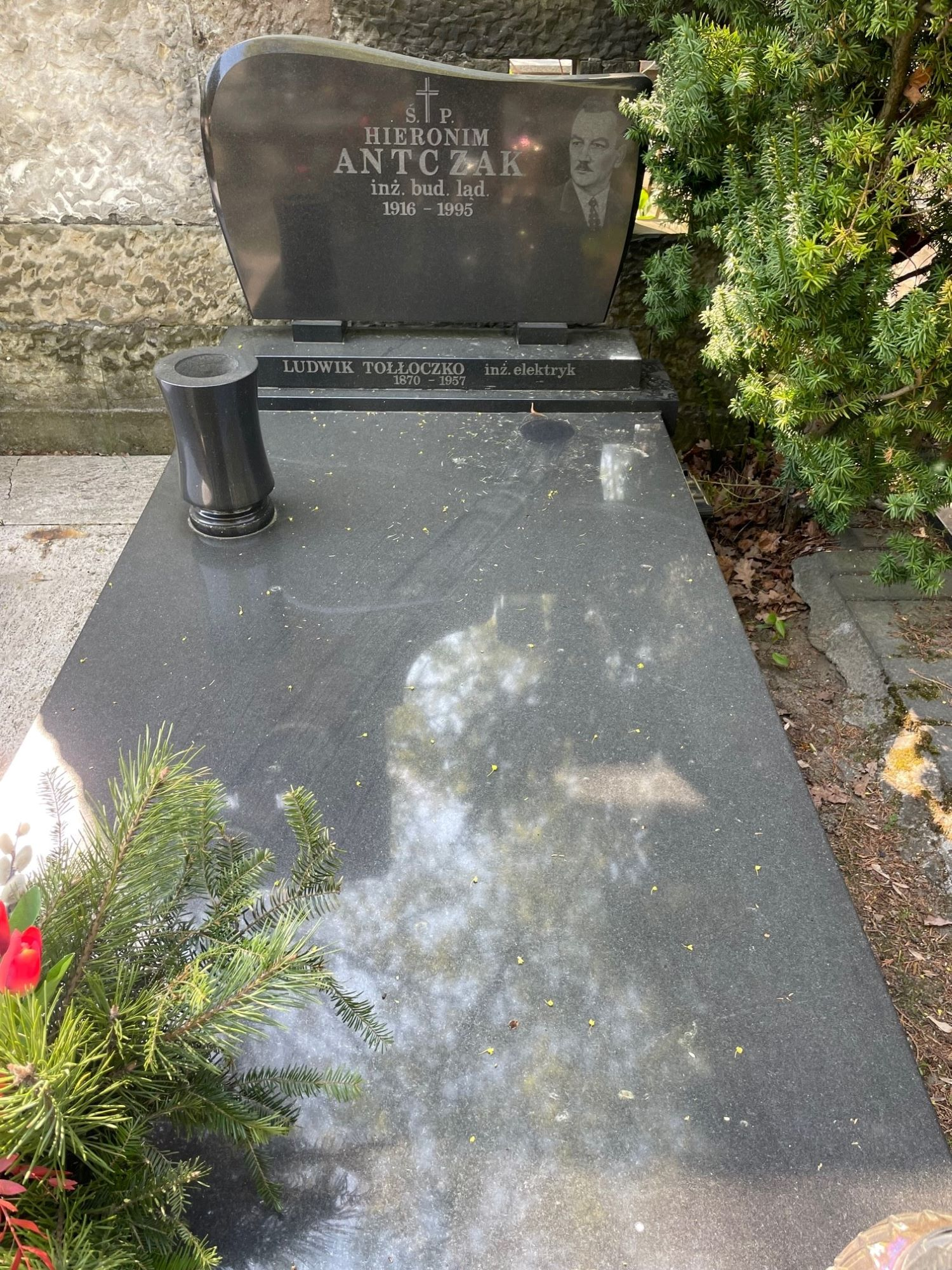
Grób Ludwika Tołłoczki w Łodzi

Po zakończeniu II wojny światowej mieszkał w Łodzi, gdzie zmarł 9 maja 1957 roku. Został pochowany na katolickiej części Cmentarza Starego w Łodzi (kwatera 5, rząd 8 grób nr 20). 

## Ordery i odznaczenia
- Krzyż Komandorski z Gwiazdą Orderu Odrodzenia Polski (30 kwietnia 1927)[3][4]
- Złoty Krzyż Zasługi (11 listopada 1937)[5]